# Invasión brasileña de 1864
La invasión brasileña de 1864, conocida también en Brasil como guerra contra Aguirre o guerra del Uruguay (en portugués: Guerra do Uruguai), es el nombre que los contemporáneos de los hechos e historiadores han dado a la intervención armada, efectuada por el Imperio del Brasil, que se produjo entre 1864 y 1865 en el marco de una guerra civil comprendida entre blancos y colorados, denominada Cruzada Libertadora de 1863, y tuvo como resultado que la balanza del conflicto se volcó a favor de los colorados. 
Dicha intervención se dio en algunas zonas del actual territorio de la República Oriental del Uruguay y el sur del Brasil, y desembocó en el establecimiento de un gobierno dictatorial conducido por el caudillo colorado Venancio Flores y el posterior desenlace de la guerra de la Triple Alianza.

## Causas de la guerra
Sobre las causas que desencadenaron el conflicto, existen tres hipótesis planteadas por el historiador argentino José María Rosa, quien las cita para explicar la invasión de Flores en 1863.

### Hipótesis

#### Hipótesis tradicional
La primera, usual en la historiografía liberal argentina tradicional y dada en la época por el diario mitrista La Nación, dice que Bartolomé Mitre y su grupo no tuvieron parte en la invasión de Flores. Dicho medio de prensa publicó el 12 de abril de 1865 una carta de Flores a Mitre del 16 de marzo de 1863, escrita en Buenos Aires en el momento que Flores se disponía a embarcar rumbo a su patria, carta que según esta postura probaría la oposición de Mitre a la invasión del jefe colorado:

Hoy me entrego a mi destino lanzándome al suelo de la patria para combatir a los déspotas, autores y factores del bárbaro asesinato de Quinteros.
Desde que se negó usted a hacer por la emigración oriental lo menos que a su nombre podía yo exigir —obtener del gobierno de Montevideo la ampliación de la ley de amnistía, y que prestase usted su garantía moral respecto de su cumplimiento—, no quedaba otro remedio que el de recurrir a las armas para conquistar nuestros derechos arrebatados por actos arbitrarios (...).

Y sigue Flores en su carta a Mitre: «y aunque me parece oírle decir que es descabellada la intentona […] confío en que la Providencia la coronará con el triunfo». Según el escritor uruguayo Washington Lockhart, tanto para Mitre como para su ministro Rufino de Elizalde, la empresa era una “locura”, como lo expresaron a Andrés Lamas, y este a Juan José de Herrera. Debido a eso, sigue aseverando el escritor antes mencionado, Flores reprocha a Mitre haberse negado “a hacer por la emigración oriental lo menos que su nombre podía exigir”. Por último, concluye el escritor que parece claro que no hubo ninguna ayuda material en la primera etapa de la invasión, aunque se sabe que José Gregorio Lezama, días antes de que Flores invadiera el Uruguay, le dio 60.000 pesos, por un pago de servicios —suma que es «demasiado simple» para un pago de servicios según el escritor Lockhart—. Andrés Lamas, que era embajador oriental en la República Argentina, escribía a Mitre pocos días antes: «Estoy contentísimo de que usted sin nota mía, mandase disolver la reunión de Punta Lara y sumariar el hecho». El 13 de mayo, el presidente argentino oficia a Justo José de Urquiza dándole órdenes convenientes a fin de impedir el paso de Flores.

#### Hipótesis revisionista
La segunda hipótesis respecto de la invasión de Flores sostiene que este obró de acuerdo con Mitre. Para sustentar este aserto, se toman en cuenta los siguientes puntos:
- Flores era general del Ejército Argentino, como sus acompañantes los coroneles Aguilar y Caraballo y el mayor Arroyo. La solicitud de la baja por los tres primeros a principios de 1862 debió hacer sospechar de sus objetivos.

- Flores y sus compañeros partieron de Buenos Aires a pleno día y no en forma oculta, embarcándose en el buque de guerra Caaguazú de la Armada Argentina, puesto a su disposición por el ministro de guerra y marina Juan Andrés Gelly y Obes, quien además acompañó a los revolucionarios colorados y los saludó en el muelle antes de partir, según surge del testimonio del después contraalmirante Martín Guerrico.[2]

- La presencia de una sugestiva carta del cura Ereño, corresponsal de Urquiza, quien escribió a este el día 24 de abril de 1863 lo siguiente:

El intermedio para arreglar la invasión ha sido el señor Lezama (Juan Gregorio, un fuerte comerciante). El día 15 tuvieron Mitre y Flores su última conferencia en la casa de dicho Lezama para que el 16 partiera Flores, como así tuvo lugar, habiendo recibido de manos de Lezama 6000 onzas de oro por pronta providencia y con ley abierta para librar contra la casa Lezama las cantidades que precisase.

#### Hipótesis de José Mármol
Por último, hay una tercera hipótesis, la cual señala que los ministros de Mitre, sin conocimiento de este, estaban de acuerdo con Flores y las autoridades del Imperio del Brasil. Esta versión fue vertida por José Mármol, un hombre del gobierno argentino; en una polémica con Mitre y con Juan Carlos Gómez sobre las causas de la guerra del Paraguay, el 14 de diciembre de 1869 y bajo las iniciales XX decía lo siguiente:

Al presidente Mitre no repugnaba menos la invasión de Flores que a don Pedro II. Pero el presidente Mitre no tuvo cerca de sí sino un solo hombre que alentase su honrado pensamiento de neutralidad (el propio José Mármol), pero este hombre nada podía contra las maniobras de los secretarios de Estado. 

La disyuntiva para Mitre era ésta: o pedir a sus cinco ministros la renuncia, destituir a todos los empleados de la Capitanía del Puerto y hacer saber a sus empleados militares que él era el general en jefe de su ejército, y al pueblo de Buenos Aires que el presidente de la República es el encargado de las relaciones exteriores de su país... o cerrar los ojos y dejar que fuese de aquí todo lo necesario para hacer más divertido el metralleo brasileño. 

En protección de ese Partido Colorado vinieron los brasileros. Fue ese Partido Colorado quien arrastró a los Elizalde y a los Gelly en el gobierno y a los Lezama, Obligado, Martínez y qué sé yo cuántos otros en el pueblo, a llevar a los elementos oficiales a formar en las filas de la ya establecida alianza entre colorados e imperiales.

## Antecedentes

### Época colonial e independentista
El primer país europeo que colonizó lo que hoy es Uruguay fue Portugal, cuando se estableció en Colonia del Sacramento en 1680.
 
Desde el comienzo de Colonia, la supervivencia de la misma siempre estuvo en juego, siendo esta la colonia más distante de la frontera sur del Brasil. Los españoles en Buenos Aires siempre atacaban en innumerables ocasiones logrando conquistar la ciudad de Colonia del Sacramento en 1704. El Tratado de Utrecht firmado en 1715, puso fin a la Guerra de Sucesión Española, y Colonia del Sacramento volvió a Portugal.
Para detener el avance portugués, España funda Montevideo en 1726, un fuerte situado al este de Colonia del Sacramento. La colonia portuguesa es atacada nuevamente en 1735 y 1737. Conforme al tratado de Madrid de 1750, se suponía que Portugal debía intercambiar a España lo que es hoy el oeste del Estado Brasileño de Río Grande do Sul, pero los portugueses se negaron a cumplir el acuerdo. Debido a la Invasión Española de 1762, Colonia del Sacramento y otros pueblos portugueses fueron tomados, pero pronto esas plazas fueron retomadas por los portugueses. El tratado de San Ildefonso de 1777 definitivamente otorgó la colonia portuguesa (Colonia del Sacramento) a España.
En la Invasión Portuguesa de 1811, con la Banda Oriental ya independiente del yugo español, los portugueses volvieron en 1811 para retomar su antigua colonia, pero sin éxito.
Una nueva invasión en 1816 conquistó toda la región, que pasó a denominarse “Provincia Cisplatina”. Cuando Brasil se independizó de Portugal en 1822, la Provincia Cisplatina pasó a incorporarse al nuevo Imperio del Brasil. En 1825 un pequeño grupo de orientales se rebelaron contra el Imperio del Brasil; los denominados Treinta y Tres Orientales desembarcaron en la playa de la Agraciada, iniciando una “Cruzada Libertadora” que liberó a todo el territorio de la Banda Oriental del yugo brasileño (menos la ciudad de Montevideo que se encontraba sitiada). Luego de eso, la Banda Oriental pasa a incorporarse nuevamente al tronco provincial de las Provincias Unidas del Río de la Plata (actualmente Argentina), por lo cual éstas, ante la resistencia oriental, le declaran la guerra oficialmente al Imperio del Brasil el 24 de octubre de 1825. Después de una guerra que duró 3 años y que dejó graves bajas para los 2 bandos, el Emperador del Brasil reconoció la independencia de la Banda Oriental en 1828, tras una mediación del diplomático británico John Ponsonby.

### Involucramiento de los partidos uruguayos con los países vecinos
Como la gran mayoría de las Repúblicas latinoamericanas, Uruguay se vio envuelto desde su independencia en numerosas rebeliones y golpes de Estado. Alrededor de 1836 aparecieron 2 partidos políticos esenciales para comprender la historia del Uruguay: Los Blancos y los Colorados. A lo largo de la guerra civil entre las dos facciones, las mismas tuvieron aliados. Los blancos, aliados del gran caudillo argentino Juan Manuel de Rosas y sus "montoneras" federales, y los Colorados fueron aliados de los unitarios argentinos, con los Guerrilleros Riograndenses separatistas y los Imperiales Brasileños luego.
En 1858, una nueva "intentona revolucionaria" por parte de los colorados, que intentaría derrocar al gobierno constitucional de Gabriel Antonio Pereira, terminaría con la trágica Hecatombe de Quinteros, en la cual se fusilarían a 152 colorados, que se habían rendido en son de paz.
2 años después, el 1 de marzo de 1860 en Uruguay la Asamblea General, “reunidas ambas Cámaras”, nombró presidente de la República al blanco Bernardo Prudencio Berro.
El 13 de julio de 1861 la Asamblea General aprobó una amnistía para todos los participantes “en las conmociones políticas que agitaron al país en los años anteriores”.
En la Argentina, con la batalla de Pavón de 1861 se marcó el final de la separación del Estado de Buenos Aires; el victorioso general unitario Bartolomé Mitre fue elegido presidente, con Buenos Aires retomando su papel de capital. Venancio Flores, que se había vinculado a Mitre por razones políticas y de negocios, tuvo una destacada actuación en dicha batalla, y utilizó ese prestigio para lograr el apoyo del gobierno argentino en su proyecto.

### Los problemas regionales con el Paraguay
Al mismo tiempo, tanto la Argentina como Brasil tenían cada vez más problemas con el gobierno del Paraguay, a la sazón presidido por el mariscal Francisco Solano López. Este había decidido abandonar el aislacionismo de sus antecesores, Gaspar Rodríguez de Francia y Carlos Antonio López, estaba abocado a conformar el ejército más poderoso del área, y pretendía ventajas geopolíticas como la salida al mar, necesaria para su expansión económica. El Paraguay militarmente fuerte, industrializado y expansivo constituía un peligro tanto para el Imperio de Brasil como para la Argentina, y (según la hipótesis revisionista) colidía con el proyecto global de la potencia dominante en el mundo, Inglaterra, de que América Latina quedara como productora de materias primas y cliente de sus industrias. López había tenido excelentes relaciones con el gobierno uruguayo en tiempos de Bernardo P. Berro, y por ello tanto Mitre como el Imperio del Brasil tenían con buenos ojos la caída de este y su sustitución por alguien que asegurara el apoyo a la guerra que ya estaba en el horizonte.
El gobierno de Berro establece nuevamente la legación uruguaya en Brasil (que había estado clausurada luego del retiro de Andrés Lamas, en 1860) y resolvió crear una legación en Asunción del Paraguay.
El 3 de febrero el Poder Ejecutivo designó a Juan José de Herrera como Encargado de Negocios ante el Gobierno de la República del Paraguay y a Juan María Pérez como adjunto. El ministro de Relaciones Exteriores uruguayo, Enrique de Arrascaeta, suscribió las instrucciones para la misión diplomática en Asunción el 25 de febrero de 1862. 
Berro también designó como agente confidencial ante el gobierno argentino a su amigo Andrés Lamas, lo cual se demostraría, - para el escritor uruguayo Maiztegui Casas-, un grave error. Lamas, viejo colorado y amigo de los unitarios, y hombre de extrema confianza de las autoridades brasileñas (con las cuales había signado los tratados de 1851) era el nombre menos indicado para representar a un gobierno de corte nacionalista, amigo del Paraguay, para no hacer referencia al escaso sentido de la lealtad, del personaje, que se había manifestado muchas veces y se manifestaría más aún en el futuro.
El gobierno oriental tuvo información certera de que en la Argentina se estaba preparando un movimiento subversivo y que al frente de él estaba Flores, pero recibió reiteradas garantías del presidente Mitre de que su gobierno no respaldaría ningún acto de agresión al Uruguay.

## 1863
El 21 de enero el presidente Berro designó un nuevo Ministerio que incluyó a Juan José de Herrera, hasta entonces Encargado de Negocios de Asunción del Paraguay como “Ministro Secretario de Estado en el Departamento de Relaciones Exteriores”. Los nuevos secretarios de Estado asumieron sus respectivos cargos ese mismo día.

### Frente militar en la frontera uruguayo-brasileña
En la frontera de Río Grande del Sur también se juntó gente para invadir el territorio oriental. El Gobierno uruguayo articuló la correspondiente denuncia ante el Encargado de Negocios del Imperio en Montevideo, Ignacio de Avellar Barboza. Decía el 31 de marzo de 1863: “Parece indudable que en el departamento de Alegrete, Brasil, se están reuniendo algunos grupos de orientales y brasileños armados”…
Así informaba el general Lamas. Acuse de recibo inmediato: 

“El abajo firmado asegura a S.E., en respuesta, que va sin demora a llevar aquellos informes a las autoridades competentes de la Provincia de Río Grande del Sur, cierto de que ellas no omitirán esfuerzo alguno tendiente a frustrar la criminal empresa noticiada por el mencionado general”.

El 28 de marzo, el canciller Juan José de Herrera, dirigió una carta al gobierno imperial del Brasil, manifestando lo siguiente:

“En estos últimos días, el territorio de la República, ha sido invadido por la frontera de Salto por grupos armados, con organización militar procedentes del Brasil, que se han apoderado violentamente de algunos puntos del país que, por ser fronterizos con un Estado amigo, confiaba el gobierno en que no sufrirán agresión de parte de fuerzas que solo podrían organizarse dentro de los límites de ese país”.

Mientras que con cordialidad contestó Avellar Barboza, “va a dirigirse (el gobierno de Río de Janeiro) al presidente de la Provincia de Río Grande del Sur, para que tome las debidas providencias”
Ese mismo día, el Gobierno uruguayo destinó a Andrés Lamas como agente confidencial de la República cerca del Gobierno argentino, para determinar “a qué atenerse respecto de su vecino del Plata”. Las instrucciones del agente confidencial, suscritas ese mismo día por el ministro de Relaciones Exteriores, Juan José de Herrera, establecieron como objeto principal de la misión el reclamar por las infracciones del deber de neutralidad.
El 7 de mayo se declaró el estado de sitio en todo el territorio del Estado Oriental del Uruguay. Un día después, el Gobierno oriental denunció el apoderamiento de los pueblos de Santa Rosa y San Eugenio en manos de “salteadores” brasileños, agregando que:

“La invasión estalla por Santa Ana que, como Su Señoría lo sabe, está dentro de la circunscripción militar del mismo brigadier Canavarro […] Fue nuevamente invadido el territorio por fuerzas brasileras, capturado por éstas, en su propia casa, el capitán de Guardias Nacionales D. José de Vargas, en actividad de servicio, saqueando su establecimiento y conduciendo aquél, prisionero, a Santa Ana do Livramento”.

En consecuencia, el gobierno oriental reclamó reparación y castigo, “sin lo cual aparecía abdicando la dignidad y el decoro de la nación”.
El 13 de mayo, el canciller Elizalde estableció que no le tocaba a su gobierno indagar ni impedir las salidas del país. Oficialmente escrito:

“No hay tampoco motivo para declarar ni para pedir cuales sean las medidas que entiende que es deber del gobierno adoptar para que sus autoridades y ciudadanos observen la estricta neutralidad que les cumple guardar”

El 15 de mayo el marqués de Abrantes (Miguel Calmon du Pin e Almeida) puso a Avellar Barboza como emisario, para notificar al gobierno uruguayo lo siguiente:

“Esta acusación de que no tenía el gobierno Imperial la menor idea, reclama de parte del mismo gobierno la inmediata adopción de todas las medidas necesarias para que sean corregidos los abusos que por ventura se hayan practicado y religiosamente guardada la practicada neutralidad perfecta y absoluta que al Imperio cumple observar en las luchas intestinas de esa República”.
Se entró al comentario directo; “No podría suponer que el brigadier Canavarro, que hasta ahora ha sabido merecer la entera confianza del gobierno imperial, asumiese la gravísima responsabilidad del hecho que se le atribuye”.

El Gobierno brasileño insistió en emplear “todos los medios necesarios a fin de evitar la reproducción de hechos semejantes, si con efecto tuvieron lugar, y hacer efectiva la completa neutralidad que nos cumple guardar”.
Mientras que en la Argentina, el 13 de mayo, el agente confidencial del Gobierno uruguayo en Buenos Aires, Andrés Lamas, se dirigió al ministro de Relaciones Exteriores Elizalde, expresándole por la incursión del brigadier general Venancio Flores a territorio uruguayo que:

“los hechos que, en abierta y flagrante contraducción, con reiteradas declaraciones del gobierno argentino, han tenido y continúan teniendo lugar, sin que prácticamente se haga sentir, en ninguna parte ni de ningún modo, la acción del gobierno argentino, han creado una situación que tengo orden expresa para declarar insoportable, por lo mismo que tiene de incierta, de oscura, de indefinida”.

El 23 de octubre, en una nota del ministro Herrera al representante diplomático brasileño en el Uruguay, este protestó, siete meses después de la primera de sus encomendaciones en protesta por el apoyo que encontraban los revolucionarios en territorio de este país, y por los desmanes recurrentes que existían entre los “salteadores” brasileños en la frontera con Uruguay. Señaló Juan José de Herrera:

“El gobierno oriental no ha sido instruido de que en la provincia de Río Grande se hayan adoptado, con suceso, medidas la natureleza de las que reclamó y, lejos de saber que tales medidas hayan sido adoptadas, cada día ve menos encubierta la protección de las milicias fronterizas a favor de don Venancio Flores”

Los ataques se sucedieron en la frontera, el mayor brasileño Fidelis Paes da Silva invadió sorpresivamente la ciudad uruguaya de Melo, siendo repelido por la guarnición de dicha ciudad con medio centenar de muertos como saldo, mientras que en la villa de San Eugenio fueron batidos sorpresivamente unos jefes brasileños por el coronel Lucas Píriz, pasando al Brasil. En el parte de Lucas Píriz, se encuentran en su “Lista nominal de prisioneros (y heridos) tomados a los anarquistas de San Eugenio del Cuareim”, a 6 uruguayos, 4 argentinos, 4 brasileños (más 3 brasileños heridos) y 1 portugués.
El 28 de septiembre de 1863, sin nota a qué referirse, la cancillería uruguaya, ante nuevas expediciones invasoras lanzadas por el litoral, otra vez se dirigió a la Legación del Brasil señalando el atentado. “Con estos hechos, repetidos como son y con toda la impunidad de que gozan, la situación, señor ministro, puede ir tomando carácter gravísimo y de un momento a otro, obligado el gobierno de la República a abandonar sus propósitos pacíficos, puede verse comprometida la paz del Río de la Plata. Llamo la atención de V.E. sobre ellos”

### Frente militar marítimo
El 31 de mayo, el gobierno uruguayo constituyó una escuadrilla fluvial compuesta por los vapores Villa del Salto y General Artigas, para evitar el pasaje de armas y hombres de la orilla argentina a la uruguaya. El 31 de mayo, el vapor Villa de Salto detuvo en el puerto de Fray Bentos al paquebote de bandera argentina Salto. Al revisarse su cargamento se encontraron cajones de armas y municiones que transportaba como contrabando de guerra. El Ministro de Relaciones Exteriores argentino presentó una protesta, lo que condujo a un prolongado intercambio de notas entre ambos gobiernos.
El día 21 de junio el vapor uruguayo General Artigas fue apresado por cuatro vapores de guerra argentinos apostados en las proximidades de la isla Martín García, mientras estaba en curso la negociación entre ambas cancillerías para resolver el incidente del vapor argentino Salto.
El 22 de junio el Gobierno argentino aplicó las "medidas coercitivas". La flota argentina se apoderó del buque de guerra uruguayo, General Artigas, antiguo Pulaski de la flota de los Estados Unidos, y bloqueó la desembocadura del río Uruguay. El día siguiente por la mañana, el gobierno uruguayo se enteró del apresamiento del General Artigas. Ese mismo día, el Poder Ejecutivo, en consejo de Ministros, acordó que “queden interrumpidas, mientras no se repongan las cosas al estado que tenía antes del expresado hecho, las relaciones Oficiales entre el Gobierno de la República y el de la Confederación Argentina”.
Mientras, en territorio uruguayo chocaron las fuerzas coloradas revolucionarias al mando del general Flores en el Combate de las Cañas, actual Departamento de Salto, contra las fuerzas gubernamentales de Diego Eugenio Lamas.
En agosto, un contingente revolucionario comandado por Atanasildo Saldaña y por Federico Varas desembarcó en Fray Bentos. Cruzaron el río Uruguay en embarcaciones remolcadas por el vapor de guerra argentino Pampero.
El 31 de agosto el ministro uruguayo Juan José de Herrera se dirigió al representante diplomático uruguayo en Asunción del Paraguay, Octavio Lapido, donde considerando que la actitud del gobierno de Mitre ponía en peligro la independencia nacional, el gobierno de la República Oriental, invitaba al gobierno del Paraguay a que cooperase “reconociendo, como reconoce éste, que le interesa no permitirle a Buenos Aires el dominio absoluto del Río de la Plata”.
Mientras que el 2 de septiembre Lapido elevó una nota al ministro de Relaciones Exteriores del Paraguay José Berges, donde expresó que “el peligro que hoy amenaza a la República Oriental debe ser un motivo de alarma para la República del Paraguay y la convicción de que la voz y valiosa cooperación del Paraguay se harán sentir para contener los desvores de la política agresora”
Cuatro días después, el 6 de septiembre, José Berges envió una nota al ministro de Relaciones Exteriores argentino, Rufino de Elizalde, adjuntando copias de las notas de naturaleza reservada que había recibido de Lapido, y solicitando “amistosas explicaciones” sobre las alegaciones contenidas en ellas.
Crearon mayor dificultad dos expediciones revolucionarias embarcadas en Buenos Aires que se proponían desembarcar en territorio uruguayo, “en presencia de un gran gentío que había sobre el Muelle”, según declarará después a la autoridad oriental uno de sus dispersos. El buque de bandera uruguaya Treinta y Tres sorprendió a los invasores y les tomó prisioneros en una isla despoblada, de nombre “Mini”; también fueron apresadas las balleneras que los conducían. A los fugados, el general Lucas Moreno les ofreció indulto por escrito, cumplido al tocar tierra en Montevideo. En el desarrollo de la operación, se había penetrado en jurisdicción fluvial argentina.
En su conocimiento, el Gobierno oriental, por nota del 15 de noviembre, entregó a Lamas que le explique a la cancillería de Buenos Aires. “Teniendo en cuenta, no solo el respeto que debe al territorio argentino…”. A la vez de lamentar lo acaecido, puso a los aprehendidos a disposición de la autoridad argentina. En la misma fecha, una nota de Elizalde, reprochó al Gobierno uruguayo con este encabezamiento:

“El territorio argentino ha sido violado de manera más injustificada por fuerzas del gobierno oriental a las órdenes del general Moreno, cometiéndose en él atentados gravísimos. El gobierno argentino, en el deber de vindicar el honor y la soberanía de la república que representa, se ve obligado a pedir una pronta reparación, que por parte del gobierno oriental evite las consecuencias que un acto de esa naturaleza puede producir”.

Reclamándose enseguida el enjuiciamiento de los culpables, la devolución de personas, el pago de los daños y perjuicios causados.
Mientras que el Gobierno uruguayo mandó una expedición al río Uruguay para que pueda “redovlarse la vigilancia y envió al general Moreno a impedir el nuevo atentado”
El 15 de noviembre, se envía una nota del ministro Herrera al ministro Elizalde, ratificando los cargos presentados anteriormente contra el comandante del vapor argentino Pampero, como “cómplice y cooperador de la guerra que se hace a las autoridades y al orden legal de la República”, el mismo día en una nota de Herrera al ministro Elizalde le comunicó que los buques del Gobierno uruguayo habían sorprendido en el río Uruguay una expedición revolucionaria que se proponía desembarcar en su territorio. Los partidarios de Flores fueron perseguidos por tropas del Gobierno oriental dentro del territorio argentino. Los prisioneros fueron luego entregados al Gobierno de Buenos Aires.

### Guerra Civil en Uruguay: Cruzada Libertadora de 1863
El 19 de abril de 1863 el general uruguayo Venancio Flores invadió el territorio uruguayo desde la Argentina por el Rincón de las Gallinas, a los 38 años exactos del desembarco de los Treinta y Tres Orientales. Flores reivindicaba las libertades para su Partido Colorado (que nunca habían sido cuestionadas) y ponía como pretexto para la empresa dos grandes hechos: la prohibición, por parte del gobierno de Bernardo Prudencio Berro, de un acto de conmemoración de los mártires de Quinteros, y los conflictos con la Iglesia, de la cual el caudillo se presentaba como defensor; hizo colocar una cruz en sus banderas coloradas). Por eso llamó a su movimiento "Cruzada Libertadora" (haciendo uso y abuso del nombre de la genuina campaña libertadora de los Treinta y Tres Orientales en la gesta que estos iniciaron contra el Brasil ocurrida casi cuarenta años antes, pero enfatizando los colorados, en las apariencias y como pretexto, el sentido "religioso" del término “cruzada” y teniendo el apoyo militar del Brasil y de los mitristas.
Los cuatro revolucionarios que pusieron pie en tierra uruguaya, en la estancia de Genaro Elía, al norte del actual Fray Bentos, “donde tomaron caballos dirigiéndose al arroyo Queguay y pasando de noche a tres cuartes de legua de Paysandú”. Así siguieron hasta la frontera norte, habiendo estado a punto de caer en manos de la policía salteña, escapándose gracias a la abulia de Diego Eugenio Lamas y a la de un comisario, quien sabiendo donde estaba Flores con solo ocho acompañantes, dejó la captura para el día siguiente por no perder el depósito de una penaca que estaba por correrse.
Flores, en su proclama fechada el 20 de abril, exhortaba a “Libertar a nuestros compatriotas de los vejámenes que sufran” y a combatir “los escándalos originados en la bárbara hecatombe de Quinteros”. A los dos días estaba a las puertas del Queguay, y a fines de abril, luego de atravesar la República Oriental hacia el norte, cruzaba territorio brasileño y recibía del general argentino Nicanor Cáceres una división de unos 500 hombres, entre ellos Borges y Caraballo, quien siguió operando durante algunos días por su cuenta. Flores deambuló con su gente por el norte, y el 1 de marzo cruzaba el arroyo Arapey, donde se le unió Gregorio Suárez con una partida de brasileños, en tanto Caraballo alarmaba a los salteños al frente de 200 hombres. Diego Lamas pretendió salir al paso de los invasores, pero Flores escapó con hábiles gambetas, llegando el 22 de mayo al río Daymán, ya unido a Caraballo, mientras Anacleto Medina y Lamas lo seguían buscando por la frontera del Brasil.
Cumplida esa primera etapa, la más difícil por su escasez de efectivos, burlando también a Timoteo Aparicio, a quien Caraballo se le escurrió en las cercanías de Salto, recibidos otros refuerzos que llevaran Fausto Aguilar desde las puntas del Queguay y Modesto Castro desde el Arerunguá, Flores marchó con un contingente de 1000 hombres rumbo al sur, contando con jefes como Torrens, Regules, Enciso, Reina, Nicomedes Castro, Mesa, Vera, los Saldanha, Máximo Pérez, etc.
Luego de pasar cerca de Paysandú, cruzó el 25 de mayo el río Negro, enviando partidas con Borges y su hijo Fortunato a Dolores y otros puntos en busca de adhesiones. Disponía ya de 1.400 hombres, mal vestidos y armados pero bien montados, factor fundamental para la guerra de desmarcación continua en la que resultaba imbatible.
Hasta ese momento, la invasión financiada con dinero argentino y abastecida con diez mil caballos engordados en las pasturas del otro lado del río Uruguay, había sido una alegre correría casi sin bajas, ausente de enfrentamientos de importancia. Hasta que, el 2 de junio, las avanzadas de Flores chocaron en la Batalla de Coquimbo, siendo victorioso en la batalla el general Flores. Siguió Flores, en su marcha bélica con su clásica columna de cuatro en fondo, compuesta ya por 1800 hombres y una buena tropilla de caballos de repuesto, entrando el 7 de junio en Florida, luego de derrotar sin esfuerzo a su guarnición de 200 hombres y de tomar 40 prisioneros, tras el Sitio de Florida.

### Marco diplomático
El 28 de octubre, el ministro de Relaciones Exteriores comunicó a Andrés Lamas que el Gobierno oriental daría su aprobación al protocolo suscrito el 20 de ese mes, sujeto a determinados ajustes. Estos incluían “que se determina, a la par de S.M. el emperador del Brasil, a S.E. el presidente de la República del Paraguay, también como árbitro aceptado”.
El Gobierno argentino no aceptó esta propuesta. Esta circunstancia y los acontecimientos en los meses siguientes condujeron al abandono de la iniciativa.
El 31 de octubre se dio lugar a una nueva reclamación oriental por parte de Lamas al canciller argentino Elizalde, debido a las sucesivas invasiones, que se descolgaban por la zona argentina de la Provincia de Corrientes y zonas próximas.

“Simultáneamente con el protocolo que tuve el honor de firmar con V.E. en el día 20 del corriente, llegó a conocimiento de mi gobierno la noticia oficial de que en el territorio de la república acababa de ser nuevamente invadido por una fuerza reclutada, armada y organizada en el territorio argentino, con la mayor publicidad y conocimiento de las autoridades argentinas del litoral uruguayo”

Entre el 20 y el 21 de noviembre llegan notas del ministro Herrera al ministro de Relaciones Exteriores argentino, donde se enumeran las violaciones de la neutralidad cometidas por el gobierno de ese país, desde la invasión del general Flores.
El 3 de diciembre, en Montevideo, el agente confidencial argentino José Mármol informó al ministro Juan José de Herrera que había recibido instrucciones de devolver al Gobierno uruguayo las notas de este último de fechas 20 y 21 de noviembre, dándolas como “no pasadas”. El día después, el ministro de Relaciones Exteriores uruguayo respondió que “el gobierno oriental considera gravemente ofensivo el prodecer usado; que no acepta la devolución de sus despachos y que continúa en considerarlos subsistentes”.
El 6 de diciembre el agente confidencial argentino, José Mármol, le informó al ministro Juan José de Herrera que su misión en Montevideo estaba concluida y pidió sus pasaportes. El mismo día, en Paraguay, el ministro de Relaciones Exteriores del Paraguay José Berges, se dirigió al ministro de Relaciones Exteriores argentino, Rufino de Elizalde, insistiendo en las explicaciones que oportunamente había ofrecido este último, y se refirió a “sucesos recientes comunicados por el gobierno del Estado Oriental del Uruguay que parecen atraer nuevas dudas sobre la neutralidad del gobierno argentino”.
El 14 de diciembre Uruguay rompió relaciones diplomáticas con el Gobierno argentino. El 21 del mismo mes, el ministro de Relaciones Exteriores del Paraguay envió una nota al ministro de Relaciones Exteriores argentino, donde expresaba que su gobierno se hallaba informado que el Gobierno argentino había mandado fortificar la isla Martín García y que estaba movilizando el ejército hacia el litoral. Agregó que confiaba en que esos aprestos bélicos “no influirian en la pacífica terminación de las cuestiones que subsisten entre esa república y la del Paraguay y que en nada comprmeterán la más alta independencia de ningún estado del Plata, dislocando el equilibrio de la existencia de todos”.

## 1864: la Invasión

### Mediación de paz

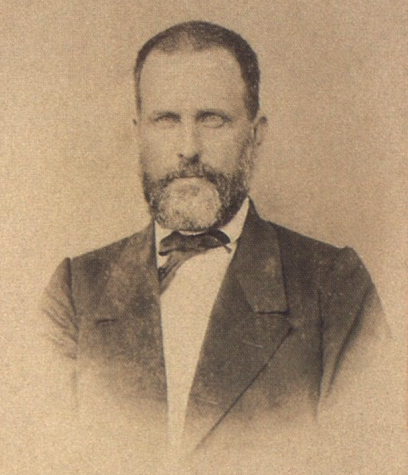
Antônio Saraiva, embajador en Uruguay y miembro del Partido Liberal del Brasil.

El 6 de mayo llegó a Montevideo el diplomático brasileño José Antonio Saraiva, responsable de una misión de mayor importancia. Después de conversar en privado con su compatriota el Barón de Mauá, que le recomendó suavizar los términos en su negociación con el Gobierno oriental, Saraiva se reunió el 12 con el presidente interino Atanasio Aguirre. En tono amable, le aseguró la amistad del emperador y le dijo que portaba un pliego de reclamos en los cuales el presidente interino no debía apreciar intento alguno de coacción. Pero cuando el 18 de mayo presentó dicho pliego al entonces ministro de Relaciones Exteriores, Juan José de Herrera, quedó claro que la realidad era bastante más ruda que los modales diplomáticos. En el mismo tiempo que el diplomático Antonio Saraiva llegó a Montevideo, no dudó en encontrarse con su compatriota radicado en el Uruguay, el banquero Barón de Maua, quien trató de apaciguar los proyectos e intenciones hostiles que tenía el diplomático brasileño, sobre el Gobierno oriental. El banquero se mostró totalmente en desacuerdo a la política desarrollada por el nuevo gobierno imperial y advirtió de los peligros que entrañaba, entre ellos, una guerra contra Uruguay y Paraguay.
Saraiva no pretendía, en realidad, conseguir concesiones del Gobierno oriental, sino, por el contrario, tener, en su negativa, el pretexto para la intervención armada, cuyo objetivo último era la reanexión del territorio al Imperio, o sea, la recreación de la Cisplatina. Era exponente de una generación de jóvenes políticos brasileños, agresivamente nacionalistas, conocidos como los "luzias", que coyunturalmente eran mayoritarios en el Parlamento imperial, como del propio gobierno argentino, que había enviado a José Mármol, escritor de prestigio y unitario de vieja data, a la sazón ministro, con pedidos de que Brasil hiciera algo para terminar con la "anarquía" oriental. Por si alguna duda quedaba sobre las intenciones de Saraiva, eran las de Brasil. Al tiempo que el diplomático se reunía entre reverencias y sonrisas con Aguirre, la escuadra imperial, comandada por el Barón de Tamandaré, ocupaba el puerto de Montevideo. El gobierno constitucional de Uruguay, para el escritor Lincoln R. Maiztegui Casas, "tenía los días contados".
Los 63 reclamos presentados por Saraiva eran una agresión directa a la soberanía uruguaya, y para algunos de los agravios esgrimidos correspondían al tiempo en que el presidente del país era el propio Venancio Flores. A ellos opuso el canciller Herrera una sólida negativa, y pronto se pudo apreciar que no se llegaría a ningún acuerdo. Por invitación del embajador británico de la Argentina, Edward Thornton, Saraiva viajó a Buenos Aires y mantuvo una reunión con este y con el canciller Rufino de Elizalde, a efectos de sondear la posición del Gobierno argentino ante una eventual intervención armada del Brasil al Uruguay.
Los tres poderes –la Argentina, Brasil y el Reino Unido— se pusieron de acuerdo en que había que “pacificar” el Uruguay, y en junio, Thornton, Elizalde y Saraiva, junto al representante oriental en Buenos Aires Andrés Lamas, viajaron a Montevideo, a intentar una mediación entre el gobierno de Aguirre y Flores, el caudillo en armas. Se reunieron con el canciller Herrera, con la presencia de los representantes diplomáticos de España, Italia y Francia, y llegaron a un acuerdo: someter a Flores a una propuesta de paz sobre la base de una deposición de las armas, amnistía general, reconocimiento de los grados militares de los sublevados y elecciones. Una delegación integrada por Lamas, Elizalde, Saraiva, Thornton y Florentino Castellanos viajó al interior, más precisamente a Puntas del Rosario, reuniéndose con Venancio Flores. Flores, que conocía el carácter hipócrita de la mediación y se sabía ganador, exigió condiciones más duras: el desarme lo dirigía el personalmente, y el ejército revolucionario debía de ser indemnizado con una cantidad de medio millón de pesos, exorbitante para la época. Los diplomáticos extranjeros estuvieron de acuerdo y también lo estuvo Andrés Lamas; solo Florentino Castellanos se mostró disconforme. Con el preacuerdo firmado, los diplomáticos regresaron a Montevideo y sometieron a Aguirre a las condiciones. Este se mostró partidario de aceptarlas, pese a la presión en contrario de los amapolas, liderados por Antonio de las Carreras, que lo consideraban humillante. Pero pidió a Flores una rebaja en la cantidad exigida. Cuando Elizalde y Thornton volvieron a reunirse con el caudillo, este, que no quería acuerdo alguno, subió la apuesta: pidió además la mayoría colorada en el gabinete y el Ministerio de Guerra para él. Luego llegó a exigir incluso compartir el Poder ejecutivo con Aguirre como faz transitoria.
Aguirre, resuelto a lograr la paz a toda costa, pidió la renuncia de sus ministros y se mostró partidario de aceptar las listas de ministros presentada en nombre de Flores por los mediadores (todos pertenecientes al Partido Colorado); pero una vez más no logró el apoyo del resto del gobierno y realizó una contrapropuesta: se admitía la lista a excepción del Ministerio de Guerra que sería ocupado por Leandro Gómez, hombre perteneciente al Partido Blanco. Esto resultó demasiado para el gobierno, y después de febriles negociaciones, durante las cuales renunciaron todos los ministros, la mediación se dio por terminada. Elizalde y Saraiva regresaron a Buenos Aires junto a Andrés Lamas, que había mantenido una postura de absoluta colaboración con las presiones, razón por la cual el gobierno de Aguirre lo destituyó “por deserción” de sus obligaciones. Las cartas del ministro Maillefer, simpatizante con el gobierno oriental, no dejan dudas respecto a la hipocresía de toda esta mediación, en la que los mediadores, precisamente, buscaban que no hubiera acuerdo para desatar la guerra.

### Invasión brasileña de 1864
Mientras tanto el general Flores, antes de la invasión brasileña, sitió nuevamente la ciudad de Florida con 800 hombres, Florida ofreció al ejército colorado una resistencia inesperada que le hizo pagar al general Flores el precio de muchas bajas.
El 4 de agosto Saraiva regresó a Montevideo, con la bendición del Gobierno argentino y del representante británico. El mismo día Juan José de Herrera, que había vuelto a ser ministro, recibió un ultimátum: “una total satisfacción por los agravios sufridos en los últimos doce años por súbditos brasileños en territorio oriental”. De no tener satisfacción en ese plazo –decía, insólitamente, el representante imperial- “Las fuerzas militares y navales del Imperio entraran en acción, lo que, como usted sabe, no son actos de guerra”. Los términos eran de singular dureza: se habían terminado las sonrisas. La respuesta del ministro oriental, se da el 9 de agosto de 1864 y es de una memorable dignidad.

“Ni son aceptables los términos que se ha permitido Vuestra Excelencia al dirigirse al gobierno de la Republica, ni es aceptable la conminación [...] Por esto es que he recibido la orden de Su Excelencia el presidente de la Republica de devolver a V.E. por inaceptable la nota ultimátum que ha dirigido el gobierno. Ella no puede permanecer en los archivos orientales”

A consecuencia del ultimátum, explica Saraiva, el 10 de agosto al ministro Herrera, advirtiéndole que, dado que el Gobierno oriental, había resuelto no atender al último llamado amigable del emperador del Brasil, de asegurar la debida justicia y protección a los ciudadanos brasileños residentes en la República Oriental del Uruguay, debía anunciar que, de acuerdo con las órdenes de su Gobierno, se encontraba a punto de enviar al almirante Tamandaré y al comandante de las fuerzas militares estancionadas en la frontera, que procedan a tomar represalias para hacer efectiva aquella protección. El ministro Saraiva da por terminada su misión ante el Gobierno uruguayo y parte a Buenos Aires, donde es recibido por el presidente Mitre y sus ministros. En dicha ciudad, firma el Protocolo Saraiva-Elizalde, que consta sobre la situación en la República Oriental del Uruguay.

“Expedidas as instruccões para nossas forças de terra e mar, procederem termos do ‘ultimátum’, de que V.E. já teve conhecimento e ficando assim terminada a minha missão em Montevideo, parti para Buenos Ayres onde llegei hontem” 
… “Hotem mesmo encontrei-me con S. Ex. o Sr. Ministro das Relacões Exteriores desta república a conversei com algumas pessõas notaveis”.
"Expedidas las instrucciones a nuestras fuerzas de tierra y mar, procedieron los términos del 'ultimátum', de que VE ya tuvo conocimiento y quedando así terminada mi misión en Montevideo, parti para Buenos Aires, donde llegué ayer 
"..." Ayer mismo me encontré con S. Ex. el Sr. Ministro de Relaciones Exteriores de esta República y conversé con algunas personas excepcionales ".

#### Organización militar de las fuerzas brasileñas
1ª División de Infantería al mando del brigadier Manuel Luis Osório, integrada por la primera brigada de caballería [2º, 3º, 4º y 5º regimientos de caballería de línea]; y dos brigadas de infantería, la segunda compuesta por los batallones de infantería 3º y 13º, y la tercera por los batallones de infantería 4º, 6º y 13º.
2ª División de Caballería al mando del brigadier José Luis Mena Barreto, integrada por la tercera brigada de caballería [5º y 6º Cuerpos Provisiorios de guardias nacionales]; y dos brigadas de caballería integradas por un total de seis cuerpos provisorios de guardias nacionales.
Un regimiento de artillería a caballo, al mando del teniente coronel Emilio Luis Mallet.
Sumaban un total de alrededor de 6.000 o 7.000 efectivos, pero que luego en el transcurso de la campaña se iría incrementando y ocupara todo el Norte del país. De ese ejército solo 2.750 correspondían a las guardias nacionales de Río Grande del Sur. Deben adicionarse unos 1.500 milicianos al mando del general Antonio de Souza Neto denominada Brigada de Voluntários Rio-Grandenses, formada por brasileños radicados en suelo uruguayo.
Al despliegue imperial por tierra, debe sumarse la escuadra brasileña del almirante Tamandaré que, desde antes de la invasión por tierra, operaba el Uruguay obstaculizando el aprovisionamiento fluvial del gobierno uruguayo y bloqueando las plazas sitiadas por los revolucionarios floristas de Salto y Paysandú.
Se organizó también una división de Observación, que luego se transformaría en la División de Auxiliadora, que comprendía un efectivo de cuatro mil hombres, bajo el mando del general Francisco Félix Pereira Pinto. Reducción de la frontera en marzo de 1864, llegando al pueblo de Bella Unión, en junio, donde estableció su sede. 
Mientras que por mar Tamandaré tenía bajo su comando las sigúientes naves: la fragata Amazonas; las corbetas Niterói, Belmonte, Beberibe, Parnaíba, Jequitinhonha y Recife; y los barcos a vapor Mearim, Araguary, Ivaí, Itajaí y Maracanã.
 También se crea una división para patrullar el río Uruguay, que consistía en los barcos de guerra Jequitinhonha, Araguaia y Belmonte

#### Desarrollo de las acciones bélicas terrestres

Movimientos del Ejército Brasileño, y de los rebeldes floristas en el Uruguay.

Un apoyo decisivo para la revolución de Flores vendría desde el norte. El 12 de octubre, aniversario de la Batalla de Sarandí, las fuerzas al mando del general brasileño José Luis Mena Barreto invadieron por Cerro Largo, enfrentado a las fuerzas gubernistas del coronel Ángel Muniz. El 17 de octubre, el general gubernista Servando Gómez derrota a una fuerza revolucionaria en Don Esteban, Departamento de Río Negro, en la batalla de don Esteban, los revolucionarios ese mismo día se apoderan de la Villa de Salto.
Tamandaré formaliza la alianza con Venancio Flores el 20 de octubre, en las cercanías del Río Santa Lucía, establecendo la cooperación entre las fuerzas brasileñas y los colorados rebeldes.
El 28 de octubre llega a Montevideo la noticia que la vanguardia del ejército brasileño había entrado al territorio oriental, en el Departamento de Cerro Largo. El 12 de noviembre de 1864, tropas brasileñas del general Juan Propicio Mena Barreto cruzaban nuevamente la frontera del Estado Oriental iniciando las hostilidades contra el gobierno de Aguirre. El 16 de noviembre los brasileños terminan por ocupar la ciudad de Melo.
El 8 de noviembre se recibió una comunicación del gobierno de Paraguay, en la que se afirmaba que dicho país “considerara cualquier ocupación del territorio oriental como atentatorio del equilibrio de los Estados del Plata”.En el 12 de noviembre Urquiza, en cuyo respaldo confiaba De las Carreras, se limitó a enviar en apoyo del gobierno oriental a su hijo Waldino al frente de quinientos soldados, mientras tanto en el mismo día el gobierno paraguayo de Francisco Solano López se apoderó del barco brasileño Marques de Olinda y respondió, cuando el imperio le pidió cuentas de su acción, que obraba “con el mismo derecho que Brasil al ocupar territorio oriental”.
El estallido inmediato de la guerra entre Brasil y Paraguay, más el escasísimo apoyo que la intervención en Uruguay, contaba en la opinión argentina, obligó a los aliados a apresurar el desenlace del conflicto. La conquista anterior, en el Segundo Sitio de la ciudad de Florida, por parte de los ejércitos de Flores, lograron que este impusiera un breve sitio en Montevideo. Flores marchó en dirección oeste, tomo Trinidad y Mercedes, y después avanzó hacia el norte, más precisamente hacia la ciudad de Salto, en esa ocasión Venancio Flores, sitio la ciudad de Salto, luego de su fácil victoria. Flores liderando su ejército revolucionario junto a las tropas brasileñas marchó hacia Paysandú. El 6 de diciembre la escuadra de Tamandaré bloquea la ciudad de Paysandú y, casi al mismo tiempo, Menna Barreto, que inicialmente al frente de cinco mil soldados (que luego, al pasar el tiempo llegarían a contar con 16.000 solados), y al mando de Flores que llegó a contar inicialmente con un contingente militar compuesto por 1.500 soldados (que llegarían a contabilizar, en el transcurso del tiempo cuatro mil soldados), iniciaron el Sitio de Paysandú. Los relatos, heroicos, de los gloriosos defensores de Paysandú, que contando con armamento anticuado enfrentados a un contingente militar de alta tecnología que los superaba veinte veces en número, decidieron sacrificarse, en aras de la protección de la soberanía uruguaya, se empezaban a esparcir sobre todo el territorio uruguayo.
El 18 de diciembre, en Montevideo y en ceremonia pública realizada en la Plaza Independencia, el presidente Atanasio Aguirre quemó los tratados firmados por Andrés Lamas con el Imperio de Brasil, en octubre de 1851. A los acordes del Himno Nacional y en medio de una multitud entusiasta y enardecida que arrastró por las calles y quemó una bandera brasileña y se hacía un llamado a la población montevideana para defender la ciudad, como lo hacían los defensores de Paysandú. 
Decretando que:

- 1) Decláranse rotos, nulos y cancelados, los tratados del 12 de octubre de 1851 y sus modificaciones.
- 2) La República Oriental del Uruguay reivindica por ese acto todos sus derechos sobre los límites territoriales que siempre le correspondieron.
- 3) Las aguas de la laguna Merín con sus afluentes quedan, en cuanto pertenecen a la República, a lo dispuesto por la ley del 25 de junio de 1854 quedando en consecuencia abiertas a los barcos y comercios de todas las naciones.
- 4) La República no desconoce por este acto obligaciones pecuniarias que a mérito de los tratados anulados tenga con el imperio."

El diario pro-gubernamental "La Reforma Pacífica" relata así los hechos: 

"una plataforma cuadrangular, perfectamente decorada, ostentando en el medio una columna de la independencia. Encima de una mesa estaba la caja que contenía los tratados con el Brasil y junto a ella, sobre un alto pedestal, ardía el brasero que debía consumirlos a la vista y presencia del pueblo. Suntuosos sofás y poltronas ornamentaban la plataforma, en cuyos ángulos flameaban las banderas de Artigas, de los Treinta y Tres y la Nacional en uno de los lados. Habían asignado la hora del mediodía para la solemne ceremonia, porque se quería que ella se realizara a plena luz. En el momento señalado, las formadas tropas, el Presidente, seguido de sus ministros, de los generales de la República y de los miembros de la comisión administrativa extraordinaria, subió los escalones de la plataforma y luego que todos tomaron asiento, el Escribano de Gobierno dio lectura de los decretos del 13 y 14 tratados del corriente que declaran nulos los tratados con el Brasil y mandó a destruirlos por el fuego".

##### Defensa de Paysandú

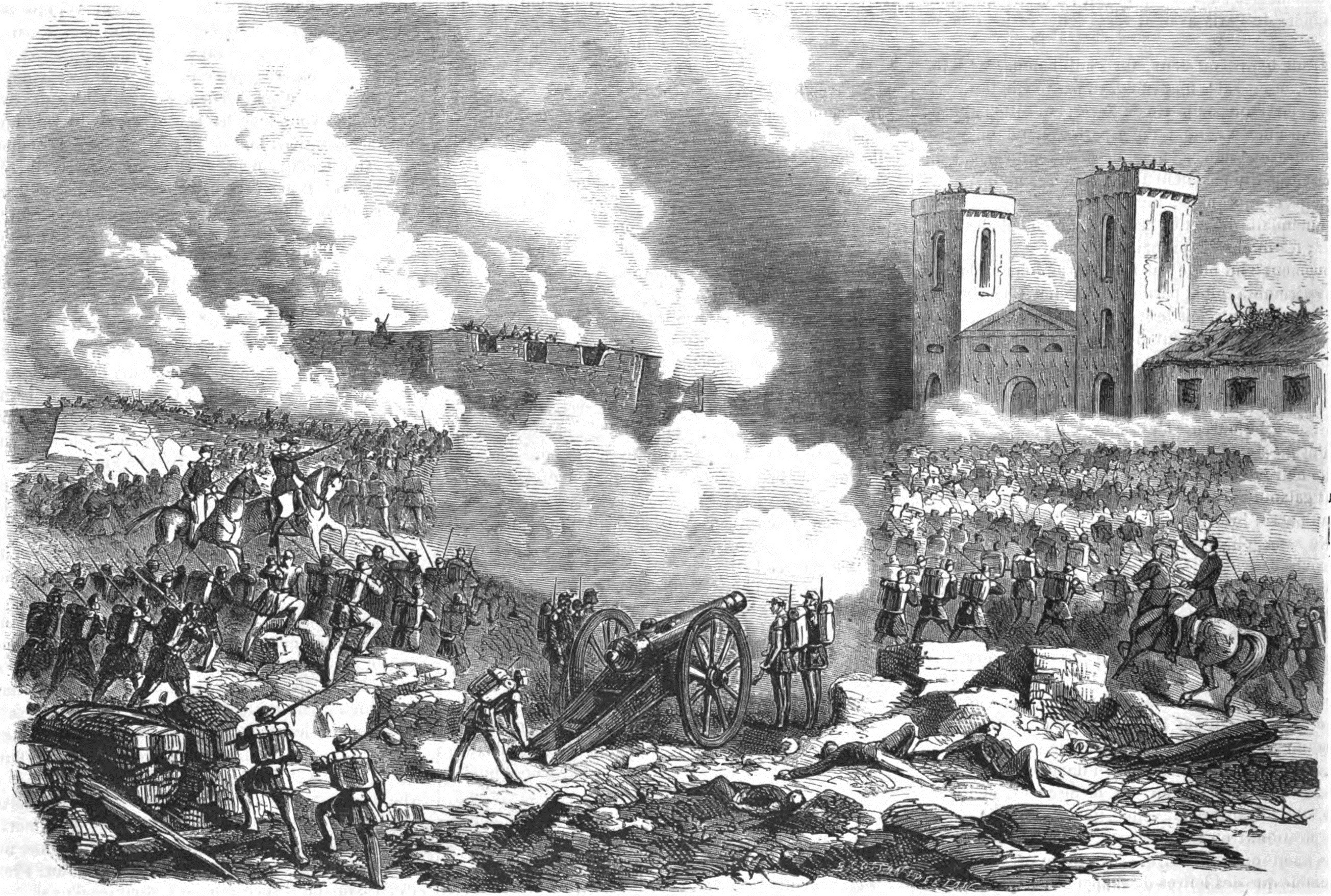
Sitio de Paysandú (L'Illustration, Vol. XLV, n.º 1.151, 1865).

El primer día del último mes del año 1864, los defensores de la plaza ven asomar en el horizonte las vanguardias del ejército de Flores, tomando posiciones junto al arroyo Sacra. Por el Río Uruguay, aparece la escuadra del almirante brasileño Joaquim Marques Lisboa, Barón de Tamandaré, con las corbetas a vapor Recife, Belmonte y Paranahiba y las cañoneras Ivahy y Araguaia. El coronel Leandro Gómez adoptó de inmediato las providencias más urgentes: su núcleo de resistencia abarcaría un radio de seis cuadras, distribuyendo la guarnición en cuatro cantones: Este, Oeste, Norte y Sur bajo los mandos de Emilio Raña, Federico Abersturi y Tristán Azambuya, todos ellos bajo la supervisión directa de Lucas Píriz. En uno de los extremos se levantó una torre de ladrillos que fue bautizada como Baluarte de la Ley, a cargo del comandante Juan Braga. Dispuso la ubicación de los cañones y estableció su cuartel general en la Azotea de Paredes, un viejo edificio en el ángulo noreste de la plaza, cercano al Baluarte. Incansable, Gómez se dedicaba a recorrer el recinto fortificado, estimulando a los defensores. Se le veía siempre de blusa punzó, con una banda celeste y pantalones blancos.
La esperada realidad aparece entonces a su vista. Miles de hombres aguerridos, aunque de aspecto heterogéneo, se distinguían al este y al sur. Los primeros días solo hubo algunos disparos aislados de fusilería.
Los sitiadores buscaban las ubicaciones más propicias, algunas casas de azoteas abandonadas por sus habitantes para instalar allí cañones, fortalecían reparos naturales y enviaban algunas descubiertas para exploración.
El 3 de diciembre se establece el primer contacto de Flores, quien envía una nota asegurando garantía para la vida y la propiedad de jefes, soldados y ciudadanos, y permiso para emigrar. Da un plazo de 24 horas. Leandro Gómez no vacila un instante: en el mismo papel envía su contestación: 

"¡Sólo cuando sucumba!"
Leandro Gómez

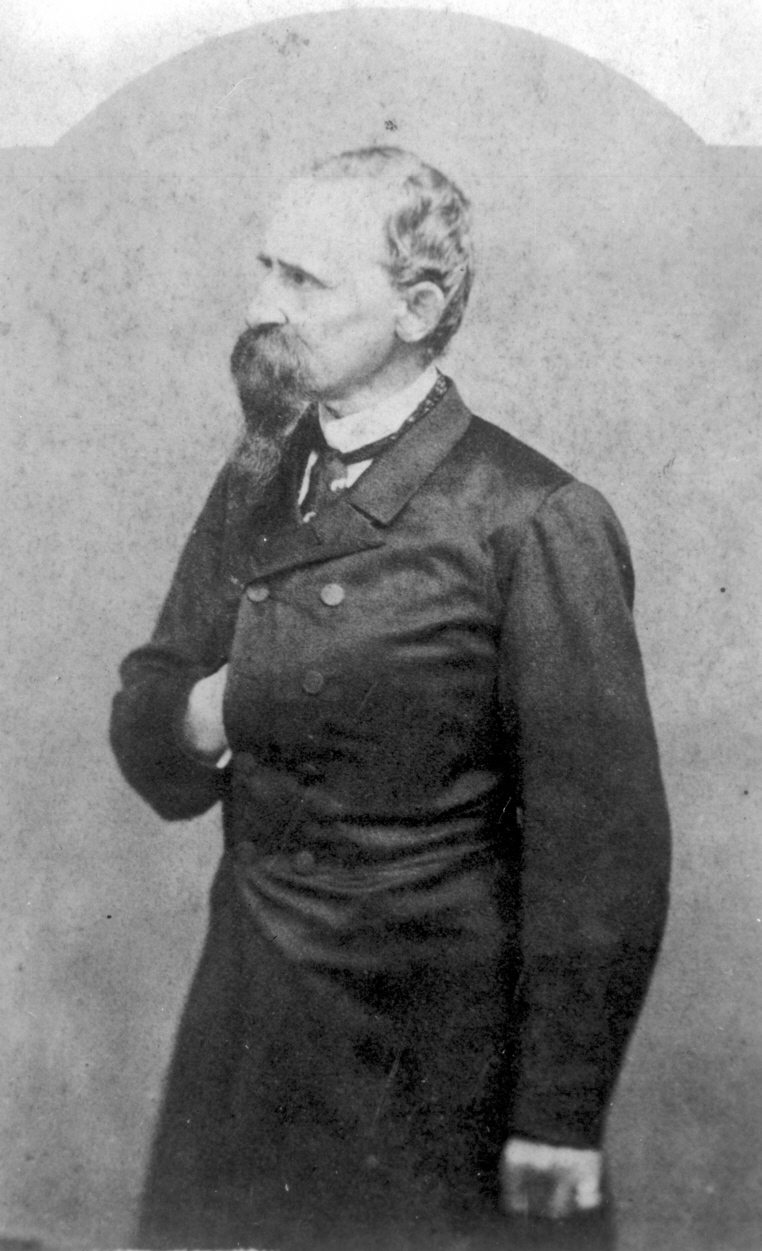
Colonel Leandro Gómez, que luego sería ascendido con el grado de «general» por su resistencia en la Defensa de Paysandú.

Casi a la semana de comenzado el sitio, Flores inicia su ofensiva. Desde el amanecer se percibieron movilizaciones y aprestos y resonaron algunas descargas cerradas de fusilería. Entonces sonó el primer cañonazo entrando la granada por la calle 18 de Julio hasta explotar junto a los muros de la iglesia y, casi de inmediato, se hicieron sentir los cañones de gran calibre de Tamandaré. Por suerte para los defensores, bombas y granadas pasaban con mucha elevación reventando en el aire sin causar daño alguno, aunque la diversión con que eran presenciadas cesó al corregirse la puntería. Aprovechando el bombardeo, fuerzas enemigas empezaron a converger sobre algunos puntos: la Comandancia, la Jefatura, la trinchera sur del Banco Mauá y la trinchera oeste de la calle Florida. Verlo y bajar del torreón fue uno para Leandro Gómez, quien después de procurarse la bandera de la Guardia Nacional, montó a caballo y al frente de su Estado Mayor recorrió los puntos atacados arengando a sus soldados, al tiempo que la banda de música se desplazaba por la calle 18 de Julio tocando dianas, y sonaban en profusión en todos lados cornetas y tambores.
Por las lomas del noreste, adelantándose a todos, queriendo sin duda ser los primeros en recoger los lauros del triunfo, venía un gran batallón de 600 hombres de impecable levita azul con pantalón y correajes blancos, en 4 columnas, paralelas, cercanas unas de otras, la banda de música al frente ejecutando alegres marchas, brillantes los bronces, redoblando tambores, y el pabellón brasileño ondeando al viento y al sol, a las once de la mañana de un día luminoso. Se les dejó acercar hasta una cuadra, y de pronto se oyó la voz de fuego.
Un cañoncito desde una bocacalle fue el primero en disparar y enseguida una descarga cerrada partió de la Comandancia, de las trincheras cercanas y del cantón formado al costado norte de la iglesia, así como de las ventanas de la sacristía situada al fondo, en donde estaba apostado el comandante Belisario Estomba con 50 hombres. Al disiparse el humo, solo se vio un tendal de muertos y de heridos y un abanico de fugitivos que se desbandaban poseídos de un tremendo pánico, deshechas completamente sus filas perfectas, sin que nadie atinara a contestar el fuego recibido.
Muchos oficiales, en aquel día de intenso calor, agravado por las explosiones y algunos incendios, debieron combatir en paños menores, todos cargando su fusil o su modesto trabuco, con el facón en la cintura.

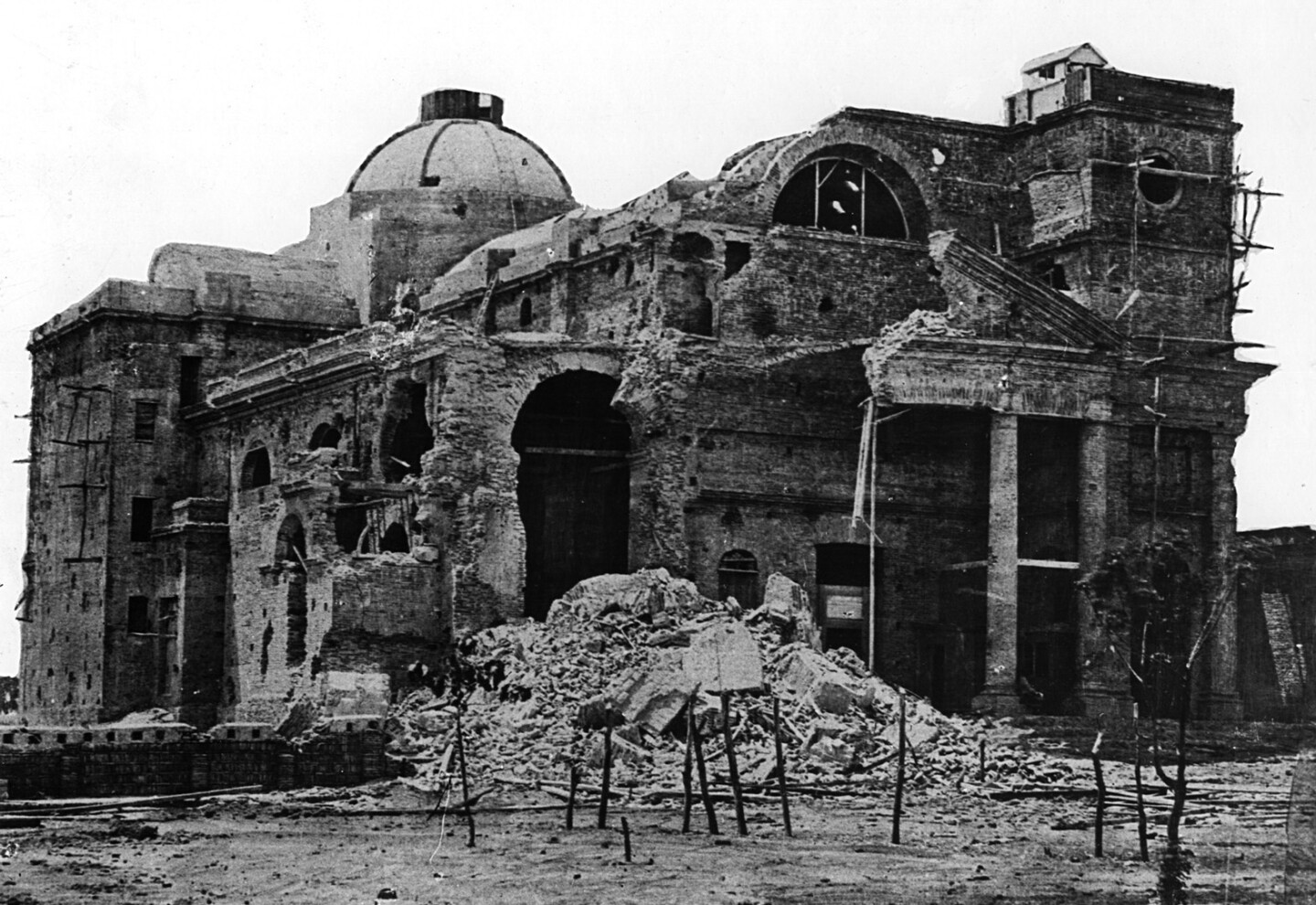
Basílica de Paysandú devastada por bombardeos brasileros.

Ese día cayeron sobre el recinto fortificado dos mil quinientas bombas y balas de sesenta libras lanzadas desde las naves imperiales. Los muertos fueron sepultados durante la noche en algunos aljibes y quintas linderas. Como por tácito acuerdo, ningún disparo interrumpió el silencio de esa noche. A la mañana siguiente se produjo una pequeña pausa.
El capitán Feliciano Olivie, de la cañonera francesa Decidée, se dirigió a la plaza a ofrecer su mediación y gestionar una capitulación honrosa. Leandro Gómez de pie y empuñando la bandera Oriental llamó a su Estado Mayor, fijó en tierra el asta y junto con todos los Jefes desenvainaron sus sables y los elevaron frente al pabellón. Luego juraron solemnemente 
«vencer o sepultarse bajo los escombros de Paysandú». El capitán francés felicitó visiblemente emocionado a cada uno de los oficiales orientales al despedirse.
También los marinos extranjeros concertaron ese día una suspensión del fuego hasta el día siguiente, a fin de permitir que salieran del recinto las familias y extranjeros que habían quedado y a quienes ellos mismos se comprometieron a transportar a tierra argentina. Los evacuados fueron llevados a una isla situada al frente de la ciudad, donde les llegó ayuda desde Entre Ríos.
El ánimo de los defensores no decaía, a pesar de cinco días seguidos de bombardeos. De ello da testimonio la nota enviada por Gómez al presidente Aguirre el 10 de diciembre de 1864: 

«si la pólvora se nos acaba, las lanzas y bayonetas están aguzadas, las espadas y facones filosos y entonces el combate será cuerpo a cuerpo, pero Paysandú convertido ya en ruinas, no se rinde: tal es mi voluntad y la de todos estos orgullosos y bravos orientales que me rodean, cuyo valor se reanima mil veces cuando contemplan el Pabellón de la Patria que tremola en los edificios
más altos de la ciudad».

En la mañana de Navidad pudo verse el grueso del ejército de Flores que retomaba posiciones al sur de la ciudad. La ofensiva florista sería cruda al día siguiente. Tronaron los cañones sin descanso, y un fuego nutrido de fusilería se descargaba sobre todas las trincheras y edificios desde donde los sitiadores disparaban contra aquellos que intentaban acercarse. 
El 12 de diciembre Leandro Gómez había enviado mensajeros al general argentino Juan Saá, quien se suponía venía con fuerzas para liberar la guarnición.
El día diecisiete, el General Gómez le escribe al Presidente Atanasio Aguirre refiriéndose a la incorporación de las fuerzas salvadoras de Saá: 

"Señor V.E. ya lo sabe, venga el ejército cuando quiera que nos encontrará en nuestros puestos o habremos perecido todos. Desde el 14 no ha habido más que una u otra guerrilla; pero en medio de estas ruinas, la actitud de mis valientes hermanos, mis queridos compañeros, es imponente. He prohibido toda comunicación con el enemigo; vino un parlamento y lo rechazamos. Nadie se mueve de sus puestos, nadie se descuida; el fusil, la espada, el revólver es su compañero. A cualquier hora del día o de la noche estamos prontos. Es magnífica señor la resolución de morir por la Patria y cuando se ha tomado esa resolución, difícilmente se deja de triunfar."

El día 14 del sitio, Leandro Gómez escribe:

"Cuando se trata de salvar a la patria, no hay que omitir ningún sacrificio por grande que sea; esa es mi fe y por lo tanto desprecio mi vida por la independencia de la República hollada tan vilmente."

Pasado el mediodía del 27 de diciembre los vigías apostados en la iglesia lanzan un grito que atrajo la atención de todos: «¡ejército a la vista!».
Más tarde una verdad desoladora aparece ante sus ojos: entre las columnas que se acercan ondea la bandera brasileña. No se trata del ejército de Saá, sino del ejército imperial, dividido en tres inmensas columnas. Imposible calcular su cantidad; se estima que eran 7.500 hombres. Y traían una considerable artillería: 36 cañones bien visibles y otros más a lo lejos, en donde se divisan las reservas.
El último día de ese año de 1864 apenas se escuchó el toque de diana de los sitiadores, el teniente Juan José Díaz desde el baluarte envía el primer disparo. Más de 30 cañones desde Bella Vista y otros puntos, contestan al unísono con un diluvio de hierro y plomo candentes dirigido al Baluarte y a la iglesia.
La plaza queda envuelta en una nube de humo; caen cascotes de todos lados causando heridos y hasta muertos. Todos ayudan a los artilleros, tapando boquetes y recogiendo heridos.
Casi al mediodía el fuego cesa de golpe. Al disiparse el humo se ve avanzar a la infantería brasileña pero no a la descubierta como ya lo había hecho, sino en guerrillas, buscando reparos en los cercos y en las casas, abriendo troneras en las paredes para tirar desde allí. Los atacantes son rechazados a costa de muchos cadáveres: cincuenta guardias nacionales habían logrado detener a todo un batallón brasileño.
A las dos de la tarde, ningún cantón había cedido pese a lo obstinado del ataque. Los sitiadores rodean ahora el recinto, y atacan por el oeste del lado que da al puerto, y aunque los ataques son rechazados, una hora después logran apoderarse de la Aduana. Toda Paysandú es fuego y pelea. Tanto en el norte como en el oeste -desde las troneras que abren en todas las paredes- los atacantes fusilan prácticamente a los defensores. Los sitiadores acercan entonces sus cañones a fin de abrir brechas en la plaza y sus descargas son ahora atronadoras. Centran el fuego en el cantón norte de Azambuya, atacando con tropas de relevo que descargan sus fusiles. Ya es noche cerrada. El cansancio abruma pero el enemigo acecha. Toda la noche siguió el fuego de fusilería.
El amanecer de 1865 ve flamear la bandera brasileña sobre el costado oeste. El fuego del día anterior continúa. Las bajas aumentan. La situación es ya desesperada. Se reúnen los Jefes del Estado Mayor. Son las nueve de la noche, Gómez los consulta, intercambian opiniones: sería imposible resistir un día más. Luego de idas y venidas, se acordó solicitar ocho horas de tregua.
Ante las banderas blancas de la tregua, la infantería brasileña no se detuvo y continuó su avance sobre el costado este.
Atanasio Ribero anunció la entrada de los brasileños al general Leandro Gómez, quien le pidió que escribiera al dictado una carta dirigida a Flores. En ese momento irrumpe un oficial brasileño. La guerra había terminado en Paysandú y lo tomaba prisionero, garantizándole la vida en nombre de sus jefes. En vano algunos gritaron reclamando el cumplimiento de la tregua y que se enviara la contestación que se estaba redactando. Nunca se conoció el tenor de la carta que se pretendía redactar.
Gómez y sus oficiales salieron de la Comandancia custodiados por el destacamento brasileño rumbo al portón del oeste que daba hacia el puerto. A pocos pasos, se encontraron con el comandante Francisco Belén y otros jefes, quienes abrazaron a Gómez con efusión, asegurándole que Flores y los jefes brasileños garantizaban su vida y la de sus oficiales. Belén reclamó a Gómez como su prisionero invocando órdenes de Flores. Presintiendo seguramente su sacrificio, Gómez sacó el reloj de su bolsillo y se lo regaló a Belén, hacia quien se sentía agradecido por la consideración que creyó le había demostrado. Belén lo mostró en alto, diciendo: «Señores: este reloj me lo regaló el Gral. Gómez», lo que fue corroborado por este.
Al llegar por la calle 8 de Octubre a la esquina con la calle Treinta y Tres, lugar donde estaba la casa de los Ribero, el grupo de prisioneros que ahora eran cinco, fueron dejados en la caballeriza de esta casa, y desde allí, Leandro Gómez fue llevado al huerto y fusilado sin más trámite. Recibió todos los disparos en el pecho, cayendo muerto en el acto. Los cadáveres quedaron tendidos en el suelo expuestos a la curiosidad de cuantos quisieran verlos. Entre los presentes se acercó el comerciante Eleuterio Mujica, blanco y amigo de Gómez, a quien cortó la barba con una tijera, atándola con una cinta celeste; el propósito -común en esos años- era entregarla a sus deudos.

#### Desarrollo de las acciones bélicas marítimas
Casi de inmediato comenzó la intervención; la escuadra del Barón de Tamandaré, de 12 barcos de guerra, penetró por el Río Uruguay hacia el norte para apoyar al general Flores en su campaña del litoral, mientras dejaba algunos barcos bloqueando el puerto de Montevideo.
El 26 de agosto, en el Río Uruguay, cañoneras brasileñas abren fuego contra el vapor uruguayo Ciudad del Salto que se dirigía hacia la ciudad de Mercedes para auxiliar a la guarnición de esa ciudad, asediada por el ejército revolucionario. El Ciudad del Salto busca refugio en el puerto argentino de Concepción del Uruguay. El 6 de septiembre, en su viaje de regreso a Paysandú, el vapor fue embicado por su tripulación en la cercanía del puerto e incendiado para evitar que cayera en manos del enemigo.

## 1865
El 2 de enero Paysandú fue tomada después de una legendaria defensa, y sus participantes defensores, encabezados por Leandro Gómez, fueron fusilados, según parece por orden directa del general José Gregorio Suárez. Tamandaré presentó a su gobierno una dolida protesta por este hecho y exigió la destitución de Suárez. De inmediato, el diplomático brasileño José Maria Da Silva Paranhos ordenó a las tropas ocupantes avanzar hacia Montevideo y Tamandaré regresó con sus barcos a la bahía.
Ante esto, un ejército uruguayo trata de conquistar la ciudad brasileña de Yaguarón entre el 27 y 28 de enero. Por lo tanto, una fuerza de mil quinientos uruguayos dividida en dos cuerpos, uno bajo el mando del general Basilio Muñoz y el otro al mando del coronel Timoteo Aparicio y Ángel Muniz, proclamaron la abolición de la esclavitud esperando provocar un levantamiento, pero el recurso fracasó. Como contrapartida, se multiplicaban en la capital presiones "pacifistas" para ponerle término a la guerra capitulando ante los invasores antes de soportar un sitio prolongado que pudiera dañar intereses de la burguesía.
Así, se enfrentaron las fuerzas comandadas por Muñoz y Aparicio en territorio brasileño contra tropas brasileñas compuestas de caballería e infantes de la Guardia Nacional al mando del coronel Manuel Pereira Vargas, en la Batalla de Yaguarón. El ataque fue rechazado por los brasileños. El ministro de Guerra, Jacinto Susviela, ante las presiones pacifistas por entregar la ciudad, encabezó la lista de los partidarios de la resistencia final, con este manifiesto, que firmó:

Los imperialistas, los esclavos y los traidores están en frente a la Capital. Ahí los tenéis. Ese ejército poderoso para asesinar a nuestros hermanos, pretendiendo villanamente mancillar el honor de nuestra bandera en Paysandú, sudó sangre durante un mes luchando con 700 orientales atrincherados en sus casas con 7 malos cañones. Allí, los esclavos dejaron 2.000 hombres fuera de combate y solo entraron alevosamente a la sombra de una negociación. Aquí tenemos poderosos medios de defensa: 40 cañones, 5.000 bayonetas, víveres hasta 6 meses y a nuestra cabeza casi todos los bravos jefes que han peleado por la independencia de la República. No prestéis oídos a las pérfidas insinuaciones de los cobardes que exageran el poder de nuestros enemigos y los estragos de la guerra. ¿Desde cuándo es el oriental impotente para ser libre?. A esta hora nuestros compañeros del ejército de operaciones han dado y dan glorias a la patria en territorio brasileño. Los valientes paraguayos vienen a nosotros confiados en que nos encontrarán firmes en este sagrado baluarte de nuestra independencia".

Aguirre lo destituyó. Coriolano Márquez y Federico Nin, partidarios de igual posición, fueron arrestados enseguida.

### Capitulación de Montevideo
En Montevideo, el gobierno animado por las noticias de los éxitos iniciales paraguayos en la guerra contra Brasil y por el levantamiento de algunos caudillos federales del interior argentino contra Mitre, empezó a cavar trincheras, para ofrecer resistencia a las fuerzas imperiales que se aproximaban a Montevideo. Pero la actitud del ministro británico Lettson decidió que los hechos fueran por otro camino: Londres era partidario de una capitulación. Aguirre era propenso a resistir hasta el fin, pero el 15 de enero terminaba su mandato constitucional, que quedó en manos del nuevo presidente del Senado, Tomás Villalba. Este pacifista envió de inmediato a Manuel Herrera y Obes a parlamentar con los sitiadores (Menna Barreto en el barrio de La Figurita, y Flores en el Cerrito). Aunque Tamandaré y Menna Barreto querían venganza y tomar Montevideo, a sangre y fuego. Da Silva Paranhos aceptó la virtual rendición ofrecida por Villalba y el 20 de febrero de 1865, aniversario de la Batalla de Ituzaingó, las tropas brasileñas ingresaron en Montevideo, ante la población, silenciosa. Sin duda alguna, la decisión de Paranhos convenía a la tesis de sus militares, encauzada en la ocupación definitiva de Uruguay. Pero la nota que recibiera entonces del almirante Elliot, jefe de la escuadra británica en la zona, le advertía que “es necesario que se conserven los límites de Uruguay como estaban” y amenazando con intervenir si “Brasil tenía pretensiones de expansión territorial”.

## Consecuencias
Flores tomó el poder y su primera medida fue derogar la decisión de Aguirre de anular los tratados de 1851, que recuperaron vigencia. El 1 de mayo de 1865 el canciller Rufino de Elizalde, F. Octaviano de Almadía, en representación del Emperador de Brasil Pedro II, y Carlos de Castro en nombre de Venancio Flores, firmaron el tratado de la Triple Alianza para llevar en conjunto la guerra contra Paraguay. Flores debió pagar de esa manera el apoyo recibido anteriormente, pero lo cierto es que, a partir de este momento, no hubo más intervenciones armadas de Brasil en Uruguay, y la independencia de la República no fue ya puesta en cuestión por las autoridades imperiales, ni tampoco por sus sucesoras republicanas.

### En español
- de Herrera, Luis Alberto (1990). El Drama del 65: la culpa Mitrista. Cámara de Representantes: Montevideo, Uruguay.
- de Herrera, Luis Alberto (1990). Antes y después de la Triple Alianza. Cámara de Representantes: Montevideo, Uruguay.
- Acevedo, Eduardo (1933). Anales Históricos del Uruguay. Casa A. Barreiro y Ramos. S.A.: Montevideo, Uruguay.
- Conte, Antonio H. (1891). La Cruzada Libertadora: Recopilación de datos y documentos. Montevideo.
- Machado, Carlos (1992). Historia de los Orientales. Tomo 2: De la guerra grande a Saravia. Prisma Ltda.: Montevideo Uruguay.
- Oribe Stemmer, Juan (2008). El umbral de la Triple Alianza. Banda Oriental: Montevideo, Uruguay.
- Real de Azúa, Carlos (1964). Las dos dimensiones de la Defensa de Paysandú. Marcha: Montevideo.
- Maiztegui Casas, Lincoln R. (2004). Orientales, una historia política del Uruguay 1. De los orígenes a 1865. Grupo Planeta : Buenos Aires. ISBN 950-49-1330-X.
- Washington Lockhart (1998). Venancio Flores, un caudillo trágico. Banda Oriental: Montevideo.
- Di Candia , César (2005). Solo cuando sucumba. Tradinco S.A.: Montevideo, Uruguay.

### En portugués
- Alves, J. V. Portella Ferreira (1979). Mallet, o Patrono da Artilharia. Río de Janeiro: Biblioteca do Exército.
- Donato, Hernâni (1987). Dicionário das Batalhas Brasileiras. São Paulo: Editora Ibrasa.
- Barroso, Gustavo (1922). Guerra do Flores: 1864-1865. Río de Janeiro : Imprensa Nacional.
- Donato, Hernâni (1987). Dicionário das Batalhas Brasileiras. São Paulo: Editora Ibrasa.
- Homem, Cel. J.S.Torres (1922). Annaes das guerras do Brasil com os Estados do Prata e Paraguai. Fortaleza: SECULT.
- Costa, Wilma Peres (1996). A Espada de Dâmocles. São Paulo: HUCITEC.
- Ejército Brasileño (1972). História do Exército Brasileiro: Perfil militar de um povo. Brasília: Instituto Nacional do Livro.
- Golin, Tau (2004). A Fronteira. Porto Alegre: L&PM Editores.
- Nabuco, Joaquim (1975). Um Estadista do Império. Volume único. 4 ed. Río de Janeiro: Nova Aguilar.
- Pedrosa, J. F. Maya (2004). A Catástrofe dos Erros. Río de Janeiro: Biblioteca do Exército. 85-7011-352-8.
- Priori, Mary del e Venâncio, Renato Pinto (2001). O Livro de Ouro da História do Brasil. 3. ed. Río de Janeiro: Ediouro.
- Maia, João do Prado (1975). A Marinha de Guerra do Brasil na Colônia e no Império. Livraria Editora Cátedra 2 ed: Río de Janeiro.

- Datos: Q3042463
- Multimedia: Uruguayan War / Q3042463